# برايان ويلسون (سياسي بريطاني)
برايان ويلسون (بالإنجليزية: Brian Wilson)‏ هو سياسي بريطاني، ولد في 1943. في انتخابات الجمعية التشريعية لأيرلندا الشمالية،  2007 ‏، انتخب عضو الجمعية التشريعية الثالثة لأيرلندا الشمالية عن دائرة North Down (Assembly constituency) ‏ وقد انضم خلال فترته النيابية ‏ (9 مارس 2007 – 24 مارس 2011) للكتلة البرلمانية حزب الخضر لأيرلندا الشمالية ‏.